# عبد الله خليفة المري
الفريق عبد الله خليفة المري (من مواليد 14 أغسطس 1965)، القائد العام لشرطة دبي منذ 1 مارس 2017. وعضو في المجلس التنفيذي لحكومة دبي.

## الحياة مهنية
ولد عام 1965، حصل على درجة البكالوريوس في علم الاجتماع من جامعة الإمارات العربية المتحدة عام 1991. انضم إلى قوة شرطة دبي عام 1992، حيث حصل على دبلوم في علوم الشرطة في نفس العام من أكاديمية شرطة دبي.

### المناصب الحكومية
- في عام 2004، أصبح المري مديراً لإدارة أمن كبار الشخصيات.[7]
- وفي عام 2014، أصبح نائباً لمدير إدارة الأمن الوقائي والطوارئ في شرطة دبي.[8]
- في الأول من مارس 2017، أصدر الشيخ محمد بن راشد آل مكتوم مرسوما بتعيين اللواء عبد الله المري قائداً عاماً لشرطة دبي.[9][10][11]
- وفي مارس 2020، أصدر الشيخ محمد قراراً بترقية المري إلى رتبة فريق، تقديراً لقيادته وإسهاماته في جعل دبي واحدة من أكثر المدن أماناً في العالم.[12][13]

### مناصب في إمارة دبي
- عضو في مجلس دبي الرياضي منذ عام 2014.[14]
- تولى قيادة الفريق الأول لكرة القدم بنادي النصر الرياضي للأعوام 2006/2008.
- الاشراف على لعبة التنس الارضي باتحاد الإمارات للتنس خلال الفترة 2002-2007.
- عضو في بطولة ند الشبا الدولية للرماية .حيث شغل منصب نائب رئيس اللجنة ومديراً للبطولة 2014.
- عضو في المجلس التنفيذي لحكومة دبي
- عضو في مجلس دبي
- عضو في بطولة ناس الدولية 2016
- عضو في فريق عمل الاستعداد لبطولة أمم آسيا 2018
- عضو في اللجنة المنظمة لمؤتمر دبي الدولي الرياضي الحادي عشر
- مدير لجنة دبي لكأس آسيا لكرة القدم 2019
- رئيس اللجنة المنظمة لبطولة iron man 2017
- رئيس اللجنة المنظمة لدورة ند الشبا الرمضانية 2017

## جوائز
- المركز الاول ضمن برنامج دبي للأداء الحكومي المتميز – فئة الموظف الميداني المتميز عام 2010.[14]
- تكريم من الشيخ محمد بن راشد آل مكتوم ضمن فريق ملف اكسبو 2020 لتأمين الفعاليات في إمارة دبي وذلك أثناء استضافة الوفد الرسمي المقيم لملف دبي وكذلك احتفالات رأس السنة الميلادية 2017.[14]

## حياته الخاصة
تزوج عام 1997، ولديه من الأبناء ثلاثة (سعيـد وراشـد وشيخـة).